# 1881 en science
| Années de la science : 1878 - 1879 - 1880 - 1881 - 1882 - 1883 - 1884    |
| Décennies de la science : 1850 - 1860 - 1870 - 1880 - 1890 - 1900 - 1910 |

Cet article présente les faits marquants de l'année 1881 en science.

## Événements
- 29 janvier : le chirurgien viennois Theodor Billroth réussit la première ablation d'un cancer de l'estomac[1].
- 6 février : le chimiste français Henri Sainte-Claire Deville, mort le 1er juillet 1881, reçoit à titre posthume le prix Jean Reynaud de l'Académie des sciences, pour ses travaux sur la dissociation[2].
- 6 mars : le préhistorien français François Daleau découvre la grotte de Pair-non-Pair, en Gironde. Elle aurait été découverte sur les terres de Monsieur Barbarin par un domestique en dégageant une vache qui s'était coincée la patte dans une ornière[3]. Cette grotte renferme des représentations préhistoriques datant de 30 000 ans BP (Aurignacien).
- 14 mars : l'ingénieur écossais Dugald Clerk obtient un brevet britannique pour un moteur à deux temps[4].

- 1er mai : lancement dans l'Hudson du sous-marin Fenian Ram, conçu par John Philip Holland, construit par la Delameter Iron Company de New York[5].

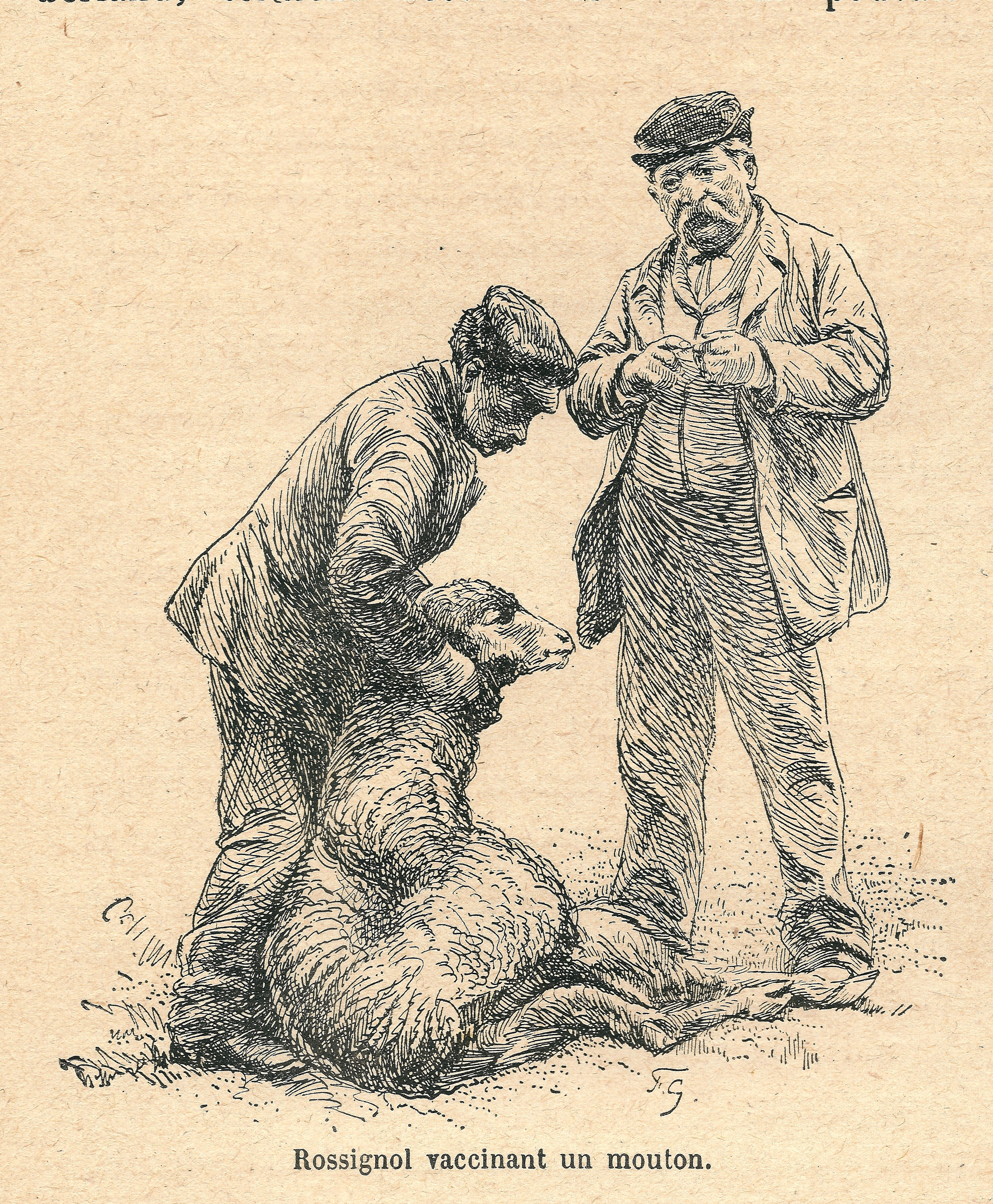
Hippolyte Rossignol vaccinant un mouton à Pouilly-le-Fort.

- 5 mai : Louis Pasteur mène une démonstration de vaccination de moutons contre la maladie du charbon dans la ferme d'Hippolyte Rossignol à Pouilly-le-Fort[6].
- 22 mai : découverte de la grande comète de 1881  par l'astronome amateur australien John Tebbutt à Windsor en Nouvelle-Galles du Sud[7].

- Le chimiste allemand Ludwig Claisen découvre une réaction de condensation impliquant les esters[8].

- Le physiologiste Theodor Wilhelm Engelmann découvre l’affinité des bactéries proteus pour l’oxygène (bactéries aérobies)[9].
- L'astronome et mathématicien américain Simon Newcomb formule la Loi de Benford dans un article publié dans l’American Journal of Mathematics intitulé Note on the frequency of use of the different digits in natural numbers [10].

## Publications
- Friedrich Konrad Beilstein : Beilstein Handbuch der organischen Chemie (1881-1883).

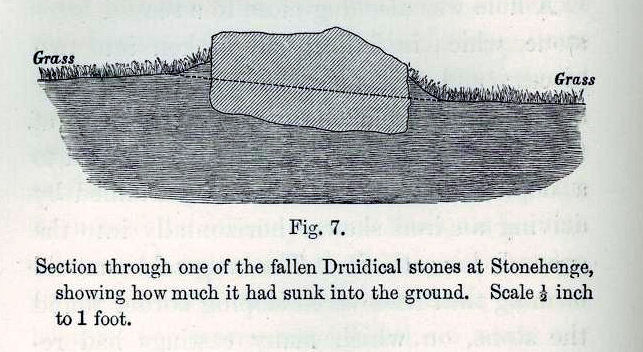
Section à travers une des « pierres druidiques » tombées à Stonehenge, The Formation of Vegetable Mould, through the Action of Worms, with Observations on their Habits, Charles Darwin.

- Charles Darwin : The Formation of Vegetable Mould, through the Action of Worms, with Observations on their Habits, Londres, John Murray, (10 octobre) 1881.
- John Venn : Symbolic Logic. Le mathématicien britannique , recteur au Caius College de l’université de Cambridge, popularise « les diagrammes de Venn » pour représenter les ensembles.

## Prix
- Médailles de la Royal Society
  - Médaille Copley : Charles Adolphe Wurtz
  - Médaille Davy : Johann Friedrich Wilhelm Adolf von Baeyer
  - Médaille royale : John Hewitt Jellett, Francis Maitland Balfour

- Médailles de la Geological Society of London
  - Médaille Lyell : John William Dawson
  - Médaille Murchison : Archibald Geikie
  - Médaille Wollaston : Peter Martin Duncan

## Naissances

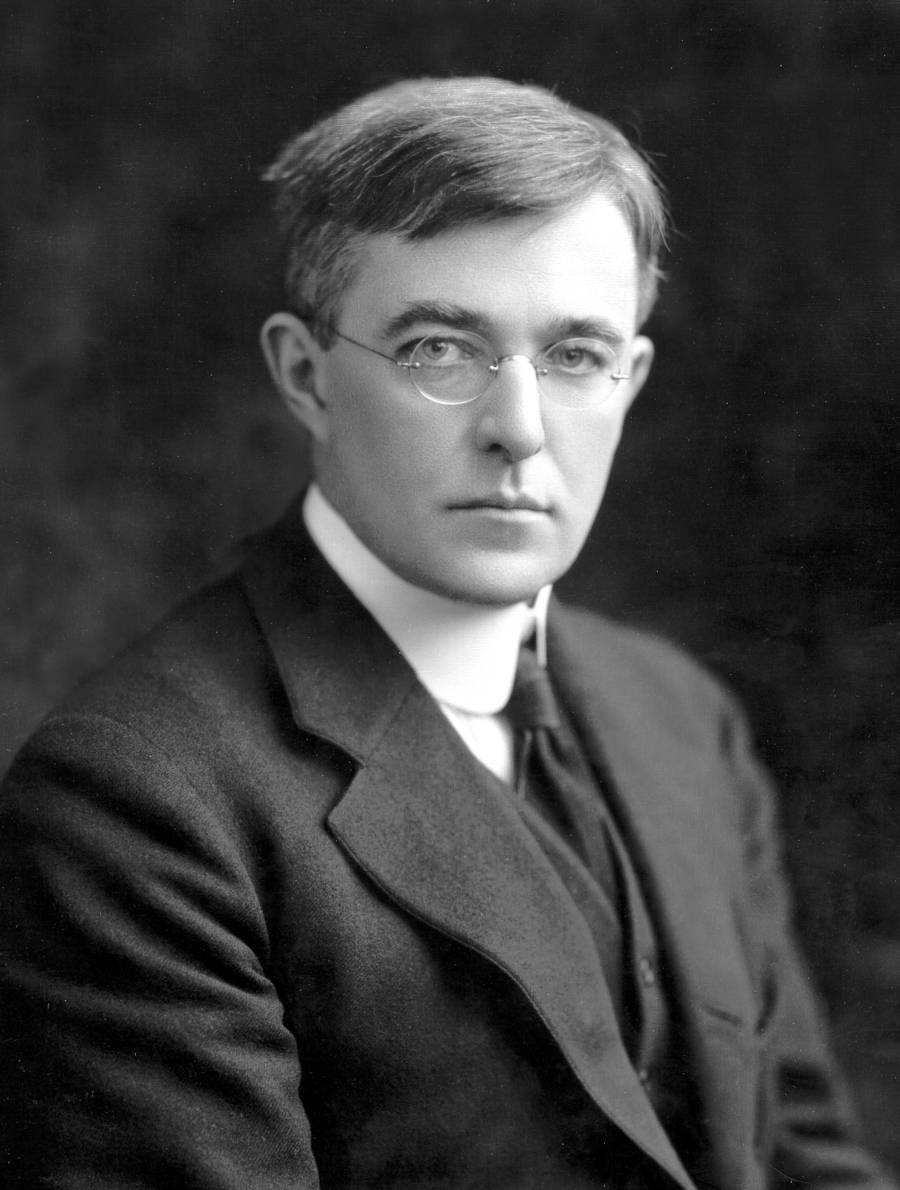
Irving Langmuir

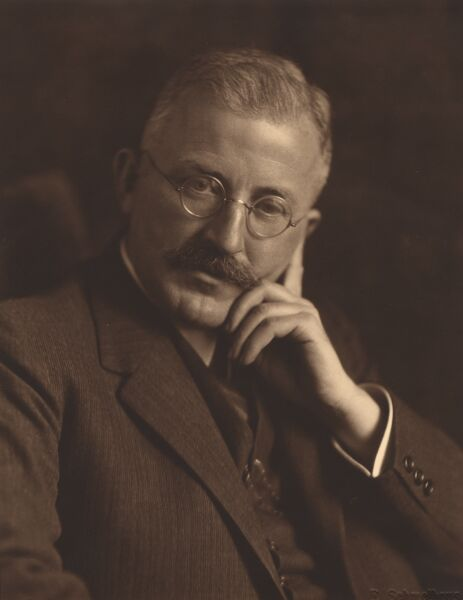
Hermann Staudinger

- 6 janvier : Nina M. Davies (morte en 1965), égyptologue anglaise.
- 7 janvier : Maurice Reygasse (mort en 1965), préhistorien français.
- 14 janvier : Francis Pease (mort en 1938), astronome américain.
- 17 janvier : Alfred Radcliffe-Brown (mort en 1955), anthropologue et ethnographe britannique.
- 31 janvier : Irving Langmuir (mort en 1957), chimiste et physicien américain, prix Nobel de chimie  en 1932.

- 2 février : Fernand Angel (mort en 1950), zoologiste français.
- 3 février : Harry Edwin Wood (mort en 1946), astronome sud-africain.
- 4 mars : Richard Tolman (mort en 1948), cosmologiste américain.
- 20 mars : Eugène Schueller (mort en 1957), chimiste et chef d'entreprise français, fondateur du groupe L'Oréal.
- 23 mars : Hermann Staudinger (mort en 1965), chimiste allemand.
- 25 mars : Béla Bartók (mort en 1945), compositeur hongrois et l’un des fondateurs de l’ethnomusicologie.

- 13 avril : Ludwig Binswanger (mort en 1966), psychiatre suisse.

- 1er mai : Pierre Teilhard de Chardin (mort en 1955), jésuite et paléontologue français.
- 7 mai :
  - Ebenezer Cunningham (mort en 1977), mathématicien et physicien théorique britannique.
  - Walter Rogowski (mort en 1947), physicien théoricien allemand.
- 11 mai : Theodore von Kármán (mort en 1963), ingénieur hongro-américain.
- 18 mai : Charles Nordmann (mort en 1940), astronome français.
- 16 juin : Fernando Ortiz Fernández (mort en 1969), ethnologue et anthropologue cubain.
- 22 juin : 
  - Robert Hertz (mort en 1915), anthropologue français.
  - Charles Léopold Mayer (mort en 1971), chimiste français.

- 27 juillet : Hans Fischer (mort en 1945), chimiste allemand.
- 6 août : Alexander Fleming (mort en 1955), bactériologiste écossais.

- 13 septembre : Matila Ghyka (mort en 1965), poète, romancier, ingénieur électrique, mathématicien, historien, militaire, avocat et diplomate roumain.
- 15 septembre : Ettore Bugatti (mort en 1947), constructeur automobile italien.

- 11 octobre : Lewis Fry Richardson (mort en 1953), mathématicien, météorologiste et psychologue britannique.
- 20 octobre : George Snedecor (mort en 1974), statisticien américain.
- 22 octobre : Clinton Joseph Davisson (mort en 1958), physicien américain, prix Nobel de physique en 1937.
- 31 octobre : Maurice Pillet (mort en 1964), égyptologue français.

- 23 novembre : Edward Atkinson (mort en 1929), chirurgien et explorateur britannique.

- 19 décembre : René-Maurice Gattefossé (mort en 1950), chimiste français, un des pères fondateurs de l'aromathérapie contemporaine.

- Benjamin Jekhowsky (mort en 1975), astronome franco-russe.

## Décès

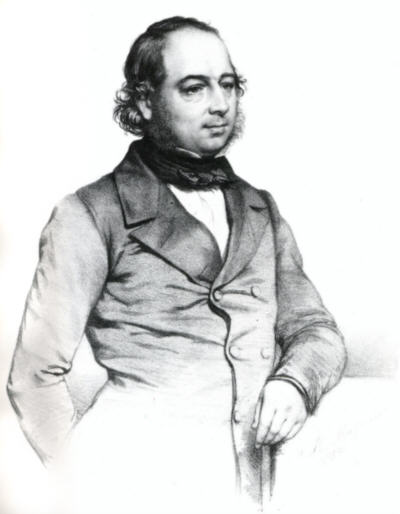
John Gould

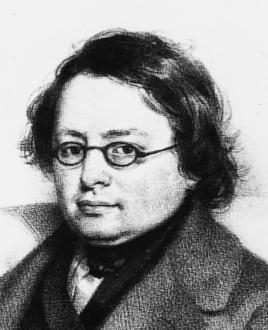
Joseph Škoda

- 18 janvier : François Auguste Ferdinand Mariette (né en 1821), égyptologue français.
- 27 janvier : Frédéric Kuhlmann (né en 1803), chimiste et industriel français.

- 2 février : Paolo Gorini (né en 1813), mathématicien et scientifique italien.
- 3 février : John Gould (né en 1804), ornithologue et naturaliste britannique.

- 24 mars : Achille Delesse (né en 1817), géologue et minéralogiste français.

- 6 avril : Philip de Malpas Grey Egerton (né en 1806), paléontologue britannique.

- 16 mai : Guillaume Manès (né en 1798), géologue et ingénieur français.
- 22 mai : Friedrich Kasiski (né en 1805), officier d'infanterie prussien, cryptologue et archéologue.
- 23 mai : Benjamin Fillon (né en 1819), juge républicain, numismate, archéologue et érudit français.

- 8 juin : Gilbert Joseph Adam (né en 1795), minéralogiste français.
- 13 juin : Joseph Škoda (né en 1805), médecin austro-hongrois d’origine tchèque.
- 23 juin : Matthias Jakob Schleiden (né en 1804), botaniste allemand.

- 1er juillet : 
  - Henri Sainte-Claire Deville (né en 1818), chimiste français.
  - Rudolf Hermann Lotze (né en 1817), philosophe, médecin et logicien allemand.
- 27 juillet : Hewett Cottrell Watson (né en 1804), botaniste britannique.

- 13 août : Francesco Selmi (né en 1817), chimiste italien.
- 14 août : Henri Coquand (né en 1813), géologue et paléontologue français.
- 22 septembre : Charles Schützenberger (né en 1809), médecin alsacien.

- 7 octobre : Augustin-Pierre Dubrunfaut (né en 1797), chimiste français.

- 5 novembre : Robert Mallet (né en 1810), ingénieur et géologue irlandais.
- 21 novembre : Ami Boué (né en 1794), géologue d'origine française.
- 30 novembre : Jean-Alfred Gautier (né en 1793), astronome suisse.

- 14 décembre : William Radcliffe Birt (né en 1804), astronome amateur britannique.
- 17 décembre : Lewis Henry Morgan (né en 1818), anthropologue américain.